# Porfirio Lobo
Porfirio « Pepe » Lobo Sosa, né le 22 décembre 1947 à Trujillo, est un homme d'État hondurien, président de la République du 27 janvier 2010 au 27 janvier 2014. Membre du Parti national (droite), il est élu le 29 novembre 2009, plusieurs mois après le déclenchement d'une grave crise politique et le coup d'État du 28 juin 2009.
Pepe Lobo n'est reconnu explicitement ni par l'Union européenne, ni par le Mercosur ainsi que la plupart des pays d'Amérique latine. Les États-Unis, Panama et la Colombie reconnaissent le nouveau président tandis que d'autres pays tels que le Venezuela contestent la légitimité du scrutin.

## Biographie
Élu député du Congrès national sur les listes du Parti national depuis 1990, il est président de celui-ci entre 2002 et 2006. Il est arrivé deuxième lors de l'élection présidentielle de 2005 qui vit la victoire de Manuel Zelaya (Parti libéral), remportant 46 % des votes.

## Président de la République

### Élection présidentielle de 2009
Il a soutenu le coup d'État contre Zelaya en juin 2009, et le remplacement du chef d'État élu par Roberto Micheletti (Parti libéral). Candidat du Parti national à l'élection présidentielle du 29 novembre 2009, il l'emporte face au libéral Elvin Santos, avec 55 % des suffrages. Cette élection était teintée d'une forte abstention, environ 55 %, mais l'abstention est traditionnellement très élevée au Honduras. Elle n'a pas été reconnue par le Mercosur et son organisation a été contestée en raison de forts soupçons de bourrage d'urne, bien que soutenue par l'administration Obama.

### Relations extérieures
Le 20 janvier 2010, il signe un accord avec le président de la République dominicaine Leonel Fernández pour autoriser l'ancien président déchu Manuel Zelaya à revenir au Honduras. En échange, Leonel Fernandez a invité tous les pays d'Amérique du Sud à reconnaître le gouvernement de Porfirio Lobo. Le retour de Zelaya a lieu 17 mois plus tard, le 28 mai 2011. L'expulsion manu militari de Zelaya en juin 2009 soutenue par les États-Unis avait provoqué l'isolement géopolitique du Honduras dans la zone OEA. En mai 2010, il ne participe pas au sommet Union européenne-Amérique latine, plusieurs pays de la zone LATAM menaçant de boycotter l'événement s'il s'y présentait. En juin 2010, à la suite de sa visite officielle en république dominicaine, le président argentin Nestor Kirchner annula sa visite dans ce même pays pour affirmer son opposition à Pepe Lobo. Porfirio Lobo est reçu par le président Barack Obama à la Maison-Blanche le 5 octobre 2011, lequel le félicite pour son « fort engagement en faveur de la démocratie » au Honduras.

### Une présidence conservatrice
Le président Lobo démantèle les réformes sociales de Manuel Zelaya au profit d'une politique économique plus libérale : dérogation du décret 18-2008 qui dotait de terre les paysans, suspension du salaire minimum, adoption de la loi de l’emploi temporaire (qui permet de recruter des travailleurs « à l’heure », empêchant ainsi leur éventuelle syndicalisation et l’accès au droit social), réforme du statut des enseignants et privatisation partielle de l’éducation, loi de concession des ressources naturelles permettant la mise à l’encan de ressources telles que l’eau.
Sa présidence est aussi marquée par de violents conflits entre paysans sans terre et grands propriétaires terriens. Dans le Bajo Aguán, 35 paysans sont assassinés entre janvier 2010 et juillet 2011 par les milices financées par les propriétaires.
Le Honduras devient en 2012 le seul pays au monde à interdire la pilule du lendemain,.
La présidence de Porfirio Lobo n'a pas permis de mettre un terme aux problèmes de violence que connaît le pays, où le taux d'homicides reste en 2013 le plus élevé au monde. D’après la Commission économique pour l’Amérique latine et les Caraïbes (Cepal) de l’ONU, le Honduras est alors le pays du continent dans lequel la pauvreté et les inégalités croissent le plus.
En février 2013, un engin explosif est projeté dans l'une des propriétés de Porfirio Lobo où il se trouvait avec sa femme et ses 3 enfants, ne blessant personne.  
Selon l'agence mexicaine Consulta Mitofsky, la popularité de Porfirio Lobo en 2012 n'est que de 14 %, ce qui ferait de lui le deuxième dirigeant le plus impopulaire d’Amérique latine après la présidente costaricienne Laura Chinchilla.

### Projet de «villes privées»
Le projet de l’économiste américain Paul Romer, consistant à construire des « villes privées » sur des portions du territoire national où la quasi-totalité des réglementations reviendraient aux investisseurs et non à l’État hondurien est accepté par le gouvernement de Porfirio Lobo.  
La Constitution nationale est modifiée en ce sens en février 2011. Dans l'hypothèse où un gouvernement ultérieur souhaiterait revenir sur ce projet, un décret établit : « Les systèmes institués dans les RED [régions spéciales de développement] doivent être (...) approuvés par le Congrès national avec une majorité qualifiée des deux tiers », sachant que « ce statut constitutionnel ne pourra être modifié, interprété ou cassé que par la même majorité, après consultation par référendum de la population habitant la RED ». La direction de la Banque interaméricaine de développement (BID) s'est montrée enthousiasmé et a promis de le soutenir.  
À la suite d'une plainte déposée pour « trahison à la patrie » auprès de la Cour suprême de justice par des opposants au projet, celui-ci est finalement déclaré anticonstitutionnel et rejeté par la Cour.
Trois zones d'emploi et de développement économique (ZEDE) sont néanmoins créées mais la possibilité de création de nouvelles zones est abrogée par le Congrès national en avril 2022.

### Corruption
Les années de pouvoir de Porfirio Lobo sont fortement marquées par des scandales de corruption affectant son administration. L'un des plus notables étant celui de l'Institut hondurien de la sécurité sociale, dont ont été détournés 200 millions de dollars destinés à l’achat de médicaments, de fournitures pour le système sanitaire et le paiement de pensions de vieillesse.
Le 2 octobre 2019 débute le procès aux États-Unis de Juan Antonio Tony Hernández Alvarado, ex-député et frère du président du Honduras Juan Orlando Hernández, arrêté à l'aéroport de Miami en novembre 2018. Juan Antonio est accusé de trafic de drogue - plus spécifiquement d'avoir exporté plusieurs tonnes de cocaïne vers les États-Unis - de possession d'armes, et d'être lié aux meurtres de deux narcotrafiquants rivaux en 2011 et 2013, ; le scandale devient politique car le président Juan Orlando Hernández et son prédécesseur l'ex-président Porfirio Lobo sont soupçonnés d'avoir utilisé l'argent de la drogue pour financer leurs campagnes électorales de 2009 et 2013.
Son nom apparait en 2021 dans les Pandora Papers. Lui-même, son épouse et leur fils y sont cités comme les propriétaires d’entreprises enregistrées dans des paradis fiscaux. Certaines ont été créées alors qu'il était président du Honduras.

## Vie privée
En mai 2015, Fabio Lobo, le fils de Porforio Lobo, est accusé par la justice américaine de trafic de cocaïne du Honduras vers les États-Unis sur la période de 2009-2014 (période de présidence de son père) et risque une peine de prison ad vitam æternam.
En juillet 2016, le Conseil national anti-corruption demande l'ouverture d'une enquête au sujet du détournement par Rosa Elena de Lobo, épouse de Porforio Lobo, de 500 000 euros de fonds publics destinés à l'achat de matériel scolaire pour enfants défavorisés. L'ex-première dame est également sous le coup d'accusations pour falsification de documents. Elle est incarcérée en février 2018 pour avoir détourné quatre millions de dollars de l’État vers son compte personnel. C'est la première fois au Honduras qu'une personnalité de haut-rang est placée en prison pour corruption. Une demi-douzaine de propriétés du couple présidentiel pourrait être saisie par les autorités judiciaires. En mars 2020, la Cour suprême, dont les membres ont été nommés par le gouvernement, annule la condamnation pour « erreurs de procédure » et ordonne la libération de Rosa Elena de Lobo dans l'attente d'un nouveau procès.